# Ведено
Ведено (чеч. Ведана) — село, адміністративний центр Веденського району Чеченської республіки.

## Історія
У середині XIX століття — остання столиця Північно-Кавказького імамату — теократичної ісламської держави, що існувала на території Дагестану і Чечні в 1829–1859 рр. 1 квітня 1859 р аул Ведено був узятий штурмом російськими військами.
У вересні 1919 — березні 1920 року — столиця Північно-Кавказького емірату — ісламської держави, проголошеної на території Чечні і Західного Дагестану аварским шейхом Узун-Хаджі, який з невеликим загоном зайняв аул, закріпився в ньому й оголосив війну Денікіну.
Під час Першої чеченської війни був узятий російськими військами 3 червня 1995 року.
Під час Другої чеченської війни 17 листопада 1999 року під Ведено російські війська понесли перші великі втрати — розвідувальна група 31-ї окремої повітряно-десантної бригади втратила 12 осіб загиблими і ще двоє були взяті в полон. Ведено було взято російськими військами 11 січня 2000 року.
У серпні 2001 року в селі відбувалися бойові зіткнення бійців руху опору з регулярними російськими військами, у ході яких відбувся напад на військову комендатуру.
У березні 2006 року в околицях села знову відбувалися бої — туди були направлені понад 3000 співробітників чеченської міліції та підрозділів ОМОН, яким протистояли загони Шаміля Басаєва і Доку Умарова.

## Населення
Населення — 5133 осіб.
Національний склад
Національний склад населення села за даними Всеросійського перепису населення 2010 року:
| Народ                      | Чисельність, чол. | Частка від усього населення,% |
| -------------------------- | ----------------- | ----------------------------- |
| Чеченці                    | 2257              | 70,84 %                       |
| Росіяни                    | 323               | 10,14 %                       |
| Аварці                     | 140               | 4,40 %                        |
| Лезгини                    | 106               | 3,33 %                        |
| Табасарани                 | 58                | 1,83 %                        |
| Кумики                     | 54                | 1,69 %                        |
| Азербайджанці              | 25                | 0,78 %                        |
| Татари                     | 24                | 0,75 %                        |
| Лакці                      | 23                | 0,72 %                        |
| Даргинці                   | 20                | 0,63 %                        |
| Казахи                     | 20                | 0,63 %                        |
| Інші                       | 122               | 3,83 %                        |
| Не зазначили і відмовилися | 14                | 0,44 %                        |
| Усього                     | 3186              | 100,00 %                      |

## Цікаві факти
На честь Ведено названий один з підвидів кавказької ящірки —  Darevskia caucasica vedenica (Darevsky & Roitberg 1999).

## Відомі уродженці і жителі
- Саракаєв Ібрагім-Бек (1883—1934) — один з перших чеченських письменників і публіцистів, дослідник традицій та фольклору чеченського народу.
- Басаєв Шаміль Салманович -  чеченський польовий командир.

## Галерея

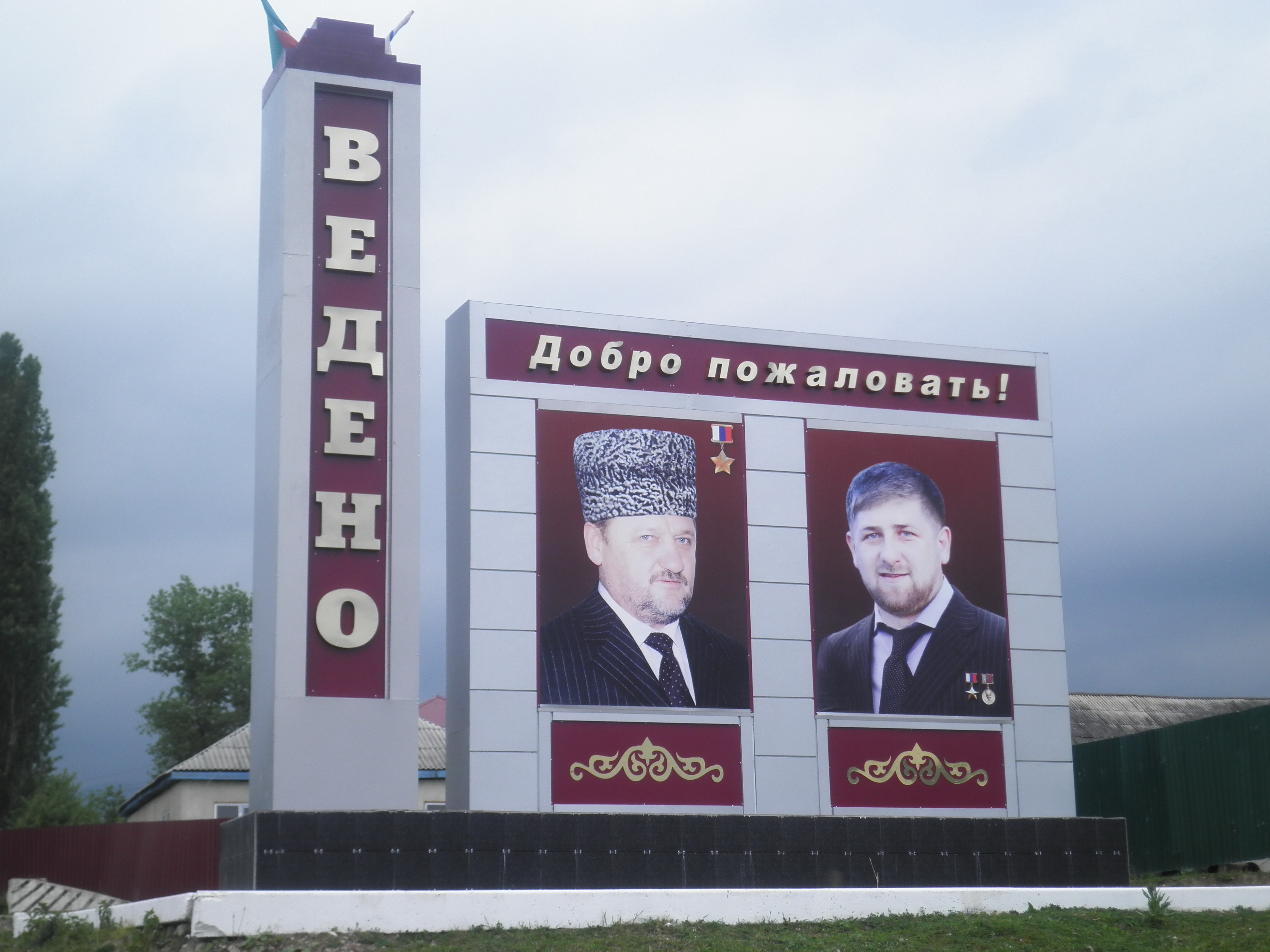
В'їзд в Ведено
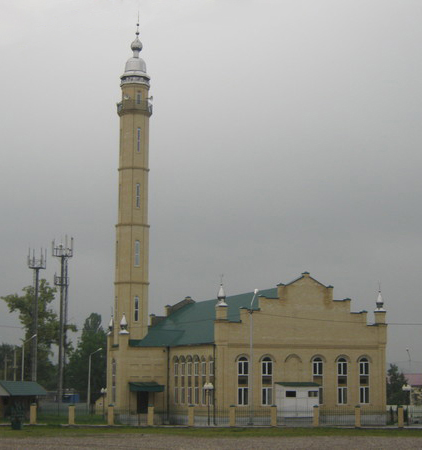
Мечеть в селищі Ведено